# Particella libera
In fisica, in particolare in meccanica quantistica, la particella libera è la descrizione di una particella soggetta ad un potenziale costante, cioè quello in cui si considera una particella non soggetta a forze.

## Caso unidimensionale
L'equazione di Schrödinger dipendente dal tempo per la funzione d'onda di una particella libera è caratterizzata da un potenziale nullo, ed assume la forma:
{\displaystyle i\hbar {\frac {\partial }{\partial t}}\psi (x,t)=-{\frac {\hbar ^{2}}{2m}}{\frac {\partial ^{2}}{\partial x^{2}}}\psi (x,t)}
con la funzione d'onda preparata nello stato iniziale {\displaystyle \psi (x,0)=\phi _{k}(x)}.

La soluzione più generale nel caso di particella libera è il pacchetto d'onda in una dimensione:
{\displaystyle \psi (x,t)={\frac {1}{\sqrt {2\pi \hbar }}}\int dp\,\phi (p)e^{i(px-{\frac {p^{2}}{2m}}t)/\hbar }}
Che è una sovrapposizione di onde piane:
{\displaystyle \psi _{k}(x,t)=A\,e^{-iE_{k}t/\hbar +ikx}=\phi _{k}(x)\,e^{-iE_{k}t/\hbar },}
di energia {\displaystyle E_{k}=p^{2}/(2m)} e quantità di moto {\displaystyle p=\hbar \,k}, che viaggia con frequenza:
{\displaystyle \omega _{k}={\frac {E_{k}}{\hbar }}={\frac {\hbar k^{2}}{2m}},}
Il vettore k è il vettore d'onda, {\displaystyle \phi _{k}(x)} è la relativa autofunzione dell'energia e
{\displaystyle \phi (p)=\langle \phi _{k}|\psi _{k}\rangle ={\frac {1}{\sqrt {2\pi \hbar }}}\int dxe^{-{\frac {ipx}{\hbar }}}\psi ^{0}(x)}
la trasformata di Fourier della funzione {\displaystyle \psi (x)}.
Il fattore prima dell'integrale del pacchetto d'onda è dovuto alla corretta normalizzazione, dovuta alla interpretazione probabilistica della funzione d'onda. Essendo un'equazione differenziale al primo ordine nel tempo, l'equazione di Schrödinger deve essere accompagnata dalla condizione iniziale della funzione d'onda. Ad esempio al tempo {\displaystyle t=0} si impone che la funzione d'onda sia:
{\displaystyle \psi (x,t=0)={\frac {1}{\sqrt {2\pi \hbar }}}\int dp\,\phi (p)e^{ipx/\hbar }}
in modo che la sua evoluzione nel tempo esista determinata per ogni istante t. Abbiamo stabilito anche che la giusta interpretazione della funzione d'onda è che:
{\displaystyle P(x,t)dx=|\psi (x,t)|^{2}dx\ }
rappresenta la probabilità che la particella si trovi nell'intervallo {\displaystyle x,x+dx}, avendo l'accortezza di normalizzare la funzione d'onda:
{\displaystyle \int _{-\infty }^{\infty }|\psi (x,t)|^{2}dx=1}
che rappresenta il fatto che la probabilità di trovare la particella in qualche punto dello spazio (in questo caso siamo su una retta perché stiamo prendendo solo il caso unidimensionale, ma tutto ciò vale anche nel caso tridimensionale), deve essere 1 con certezza. Abbiamo inoltre stabilito che le funzioni accettabili come soluzioni dell'equazione di Schrödinger sono le funzioni definite in un campo vettoriale complesso e che siano a quadrato sommabili, cioè sia sempre verificata:
{\displaystyle \int _{-\infty }^{\infty }|\psi (x,0)|^{2}dx<\infty }
e il fatto che sia lineare implica che possiamo considerare la sovrapposizione:
{\displaystyle \psi (x,t)=c_{1}\psi _{1}(x,t)+c_{2}\psi _{2}(x,t)\ }
dove {\displaystyle c_{1},c_{2}\in \mathbb {C} } che suggerisce valevole il principio di sovrapposizione, essa è anche soluzione dell'equazione di Schrödinger. Un'altra caratteristica delle soluzioni dell'equazione di Schrödinger è che se il modulo quadro della funzione d'onda è importante perché rappresenta una probabilità, la fase dell'onda invece non ha rilevanza fisica.

### Autofunzioni
Nel caso di particella libera le autofunzioni dell'energia coincidono con le autofunzioni dell'operatore impulso, dal momento che i due operatori {\displaystyle {\hat {H}}} e {\displaystyle {\hat {p}}} commutano, e possiedono quindi una base di autostati comune.

L'equazione di Schrödinger stazionaria per le autofunzioni di particella libera è in generale
{\displaystyle -{\frac {\hbar ^{2}}{2m}}{\frac {d^{2}}{dx^{2}}}\phi (x)=E\,\phi (x).}
dove m è la massa della particella ed E l'energia dello stato {\displaystyle \phi }.

Si tratta di un'equazione differenziale del secondo ordine a coefficienti costanti, che può essere posta nella forma:
{\displaystyle {\frac {d^{2}}{dx^{2}}}\phi (x)=-k^{2}\cdot \phi (x),}
dove {\displaystyle k={\sqrt {2mE}}/\hbar } è un parametro reale se {\displaystyle E\geq 0}.

La soluzione generale, dipendente da {\displaystyle k}, può essere scritta nella forma
{\displaystyle \phi _{k}(x)=A\,e^{ikx}+B\,e^{-ikx},}
con A,B coefficienti reali arbitrari da determinarsi. Imponendo la condizione al contorno che l'autofunzione contenga solo una componente  progressiva, si ottiene {\displaystyle B=0} e
{\displaystyle \phi _{k}(x)=A\,e^{ikx},}
La costante A si ricava imponendo che gli stati {\displaystyle \phi _{k}} siano ortonormali.

## Caso tridimensionale
Lo studio della particella libera in tre dimensioni è un esempio di propagazione di onde sferiche.

### L'equazione di Schrödinger radiale
L'equazione di Schrödinger radiale nel caso di particella libera per le autofunzioni dell'energia
{\displaystyle \Psi _{k,l,m}=R(r)Y_{l,m}(\theta ,\varphi )}
dove {\displaystyle Y_{l,m}} sono le armoniche sferiche, ha la forma:
{\displaystyle -{\frac {1}{2m}}\left[{\frac {\hbar ^{2}}{r^{2}}}{\frac {d}{dr}}\left(r^{2}{\frac {d}{dr}}\right)-{\frac {l(l+1)\hbar ^{2}}{r^{2}}}\right]\Psi _{k,l,m}=E\Psi _{k,l,m}}
dove {\displaystyle l(l+1)\hbar ^{2}} sono gli autovalori del momento angolare orbitale {\displaystyle {\mathcal {L}}}. La funzione {\displaystyle R_{E,l}} dipende anche da l ma non da m, infatti non compare l'operatore {\displaystyle {\mathcal {L}}_{z}}.

Posto {\displaystyle R(r)={\frac {R_{k,l}(r)}{r}}}, l'equazione per la parte radiale si può scrivere:
{\displaystyle \left[-{\frac {\hbar ^{2}}{2m}}{\frac {d^{2}}{dr^{2}}}+{\frac {\hbar ^{2}l(l+1)}{2mr^{2}}}\right]R_{k,l}(r)=ER_{k,l}(r)}
Le funzioni {\displaystyle R_{k,l}} dipendono da k e dal valore di l.
La normalizzazione delle funzioni d'onda sono date da:
{\displaystyle \int _{0}^{\infty }\Psi _{k',l',m'}^{*}\Psi _{k,l,m}r^{2}\,dr\,\int d\Omega =2\pi \delta _{l'l}\delta _{m'm}\delta (k'-k)}
come vuole la normalizzazione discreta ({\displaystyle d\Omega =d\theta d\varphi }) per l ed m data dalle autofunzioni del momento angolare e normalizzazione continua per k. Per le funzioni radiali che ci interessano:
{\displaystyle \int _{0}^{\infty }R_{k',l}^{*}R_{k,l}r^{2}\,dr=2\pi \delta (k'-k)}
In termini di energia usando {\displaystyle \hbar ^{2}k^{2}/2m=E} questa condizione diventa
{\displaystyle \int _{0}^{\infty }R_{E',l}^{*}R_{E,l}r^{2}\,dr=\delta (E'-E)}

#### Soluzione perl=0{\displaystyle l=0}
Per {\displaystyle l=0} l'equazione si semplifica:
{\displaystyle {\frac {d^{2}R_{k,0}(r)}{dr^{2}}}+{\frac {2}{r}}{\frac {dR_{k,0}(r)}{dr}}+k^{2}R_{k,0)}(r)=0}
la cui soluzione regolare nell'origine cioè che soddisfa la condizione di continuità {\displaystyle \lim _{r\to 0}R(r)=0} è data da:
{\displaystyle R_{k,0}(r)=A_{1}{\frac {\sin kr}{r}}}
mentre quella singolare nell'origine:
{\displaystyle R_{k,0}(r)=-A_{2}{\frac {\cos kr}{r}}}
dove {\displaystyle A_{1},A_{2}} sono costanti di normalizzazione. Le costanti di normalizzazione si ottengono dalla condizione di normalizzazione vista sopra:
{\displaystyle A_{1}^{2}\int _{0}^{\infty }dr\,r^{2}\sin(k'r)\sin(kr)=2\pi \delta (k'-k)}
da cui {\displaystyle A_{1}=2}. Quindi:
{\displaystyle R_{k,0}(r)=2{\frac {\sin kr}{r}}}
{\displaystyle R_{k,0}(r)=-2{\frac {\cos kr}{r}}}

#### Soluzione perl≠0{\displaystyle l\neq 0}
Facciamo la sostituzione:
{\displaystyle R_{k,l}(r)=r^{l}\chi _{k,l}\ }
e risolviamo l'equazione:
{\displaystyle {\frac {d^{2}\chi _{k,l}}{dr^{2}}}+{\frac {2(l+1)}{r}}{\frac {d\chi _{k,l}}{dr}}+k^{2}\chi _{k,l}=0}
derivando rispetto ad r abbiamo:
{\displaystyle {\frac {d^{3}\chi _{k,l}}{dr^{3}}}+{\frac {2(l+1)}{r}}{\frac {d^{2}\chi _{k,l}}{dr^{2}}}+k^{2}{\frac {d\chi _{k,l}}{dr}}-{\frac {2(l+1)}{r^{2}}}{\frac {d\chi _{k,l}}{dr}}=0}
cioè derivando si aggiunge un termine costante. Quindi se {\displaystyle \chi '_{k,l}=r\chi _{k,l+1}} l'equazione precedente si riduce
{\displaystyle {\frac {d^{2}\chi _{k,l+1}}{dr^{2}}}+{\frac {2(l+2)}{r}}{\frac {d\chi _{k,l+1}}{dr}}+k^{2}\chi _{k,l+1}=0}
dove le funzioni {\displaystyle \chi _{k,l}} sono legate dalla relazione ricorsiva:
{\displaystyle \chi _{k,l+1}={\frac {1}{r}}{\frac {d\chi _{k,l}}{dr}}}
Quindi noto il termine:
{\displaystyle \chi _{k,0}(r)=R_{k,0}(r)=2{\frac {\sin kr}{r}}}
allora tutte le funzioni sono note infatti per {\displaystyle l\neq 0}:
{\displaystyle \chi _{k,l}(r)=\left({\frac {1}{r}}{\frac {d}{dr}}\right)^{l}\chi _{k,0}}
In definitiva le funzioni radiali sono date da:
{\displaystyle R_{k,l}(r)=N_{l}r^{l}\left({\frac {1}{r}}{\frac {d}{dr}}\right)^{l}{\frac {\sin kr}{r}}}
dove la costante di normalizzazione vale {\displaystyle N_{l}={\frac {2(-)^{l}}{k^{l}}}}. Le soluzioni singolari nell'origine sono date:
{\displaystyle S_{k,l}(r)=N_{l}r^{l}\left({\frac {1}{r}}{\frac {d}{dr}}\right)^{l}{\frac {\cos kr}{r}}}

#### Comportamento asintotico
Per {\displaystyle r\to 0} le funzioni regolari possono essere sviluppate in serie di {\displaystyle \sin kr} al primo ordine in r:
{\displaystyle \left({\frac {1}{r}}{\frac {d}{dr}}\right)^{l}{\frac {\sin kr}{r}}\simeq \left({\frac {1}{r}}{\frac {d}{dr}}\right)^{l}(-)^{l}{\frac {(kr)^{2l+1}}{r(2l+1)!}}+O(r^{2})={\frac {(-)^{l}k^{2l+1}}{(2l+1)(2l-1)(2l-3)\cdots 5\cdot 3\cdot 1}}+O(r^{2})}
Le funzioni d'onda radiali regolari nell'origine assumono la forma:
{\displaystyle R_{k,l}(r)\simeq {\frac {2k^{l+1}r^{l}}{(2l+1)(2l-1)(2l-3)\cdots 5\cdot 3\cdot 1}}+O(r^{2})}
Per {\displaystyle r\to \infty } le funzioni regolari di r:
{\displaystyle R_{k,l}\simeq {\frac {2}{r}}\sin \left(kr-{\frac {l\pi }{2}}\right)}
infatti ogni derivazione rispetto ad r del seno aggiunge solo un termine {\displaystyle -\pi /2}

### Funzioni di Bessel sferiche
Le soluzioni {\displaystyle R_{k,l}(r)} possono essere rappresentate in termini di funzioni di Bessel sferiche regolari e singolari nell'origine. Le prime funzioni di Bessel sferiche sono:
{\displaystyle j_{0}(x)={\frac {\sin x}{x}}}
{\displaystyle n_{0}(x)=-{\frac {\cos x}{x}}}
{\displaystyle j_{1}(x)={\frac {\sin x}{x^{2}}}-{\frac {\cos x}{x}}}
{\displaystyle n_{1}(x)=-{\frac {\cos x}{x^{2}}}-{\frac {\sin x}{x}}}
{\displaystyle j_{2}(x)=\left({\frac {3}{x^{3}}}-{\frac {1}{x}}\right)\sin x-{\frac {3\cos x}{x^{2}}}}
{\displaystyle n_{2}(x)=-\left({\frac {3}{x^{3}}}-{\frac {1}{x}}\right)\cos x-{\frac {3\sin x}{x^{2}}}}
{\displaystyle j_{l}(x)=(-)^{l}x^{l}\left({\frac {1}{x}}{\frac {d}{dx}}\right)^{l}{\frac {\sin x}{x}}}
{\displaystyle n_{l}(x)=-(-)^{l}x^{l}\left({\frac {1}{x}}{\frac {d}{dx}}\right)^{l}{\frac {\cos x}{x}}}
Allora le funzioni radiali regolari e singolari per la particella libera sono espresse:
{\displaystyle R_{k,l}(r)={\sqrt {\frac {2\pi k}{r}}}J_{l+1/2}(kr)=2kj_{l}(kr)}
{\displaystyle S_{k,l}(r)={\sqrt {\frac {2\pi k}{r}}}N_{l+1/2}(kr)=2kn_{l}(kr)}
dove {\displaystyle J_{l+1/2},N_{l+1/2}} sono le soluzioni rispettivamente regolari e singolari dell'equazione di Bessel:
{\displaystyle {\frac {d^{2}}{dz^{2}}}Z_{v}+{\frac {1}{z}}Z_{v}+\left(1-{\frac {v^{2}}{z^{2}}}\right)Z_{v}=0}
Il legame tra le funzioni di Bessel di ordine intero e semintero è dato da:
{\displaystyle j_{l}(x)={\sqrt {\frac {\pi }{2x}}}J_{l+1/2}(x)}
Gli andamenti asintotici per {\displaystyle x\to 0}:
{\displaystyle j_{l}(x)\simeq {\frac {x^{l}}{(2l+1)!!}}}
{\displaystyle n_{l}(x)\simeq {\frac {(2l-1)!!}{x^{l+1}}}}
per {\displaystyle x\to \infty }
{\displaystyle j_{l}(x)\simeq {\frac {1}{x}}\cos \left(x-{\frac {(l+1)\pi }{2}}\right)}
{\displaystyle n_{l}(x)\simeq {\frac {1}{x}}\sin \left(x-{\frac {(l+1)\pi }{2}}\right)}
come si voleva.

### Funzioni di Hankel sferiche
Le prime funzioni di Hankel sferiche per la particella libera sono:
{\displaystyle h_{0}^{(1)}(x)={\frac {e^{ix}}{ix}}}
{\displaystyle h_{1}^{(1)}(x)=-{\frac {e^{ix}}{x}}\left(1+{\frac {i}{x}}\right)}
{\displaystyle h_{2}^{(1)}(x)={\frac {ie^{ix}}{x}}\left(1+{\frac {3i}{x}}{\frac {3}{x^{2}}}\right)}
Allora le funzioni radiali per la particella libera sono espresse:
{\displaystyle R_{k,l}^{(1)}(r)=2kh_{1}^{(l)}(kr)}
{\displaystyle R_{k,l}^{(2)}(r)=2kh_{2}^{(l)}(kr)}
e gli andamenti asintotici: per {\displaystyle x\to \infty }
{\displaystyle h_{l}^{(1)}(x)\simeq {\frac {1}{x}}e^{i(x-(l+1)\pi /2)}}
{\displaystyle h_{l}^{(2)}(x)\simeq {\frac {1}{x}}e^{-i(x-(l+1)\pi /2)}}
Così le funzioni radiali hanno comportamento asintotico:
{\displaystyle R_{k,l}^{(1)}\simeq {\frac {1}{kr}}e^{i(kr-(l+1)\pi /2)}}
{\displaystyle R_{k,l}^{(2)}\simeq {\frac {1}{kr}}e^{-i(kr-(l+1)\pi /2)}}
Mentre nell'origine {\displaystyle r\to 0}:
{\displaystyle R_{k,l}^{\pm }\simeq {\frac {(2l-1)!!}{k^{l}}}r^{-l-1}}